# Dietmar Mues

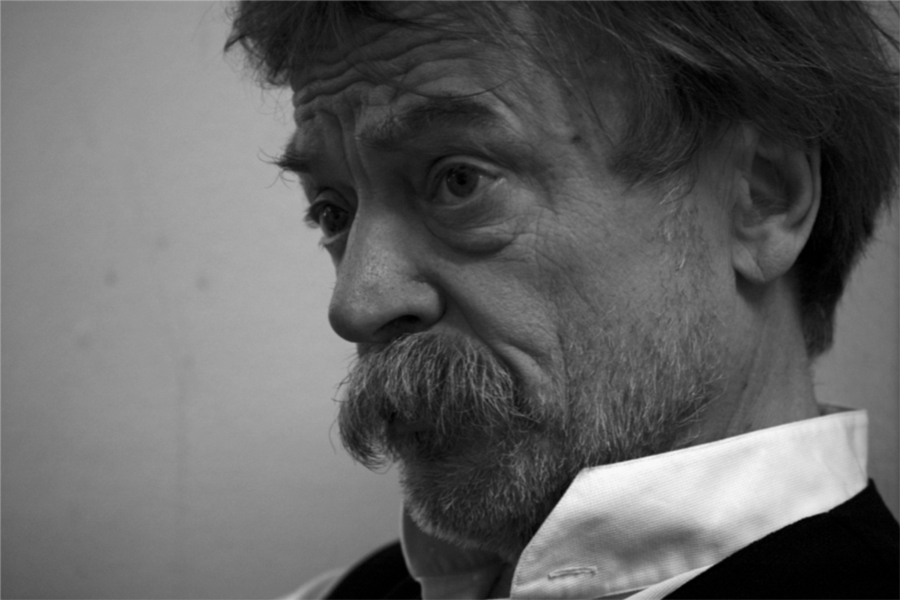
Dietmar Mues im Januar 2007, in seiner Rolle als Hauptmann von Köpenick hinter der Bühne

Joachim Dietmar Mues [myːs] (* 21. Dezember 1945 in Dresden; † 12. März 2011 in Hamburg) war ein deutscher Theater- und Filmschauspieler, Drehbuchautor und Schriftsteller. Bekannt war er auch als Sprecher von Hörspielen und Lesungen.

## Leben
Seine Ausbildung zum Schauspieler absolvierte Dietmar Mues von 1963 bis 1966 an der Hochschule für Musik und Darstellende Kunst Hamburg. Nach Engagements in Kiel, Nürnberg und Mannheim war er ab 1973 zwölf Jahre im Ensemble am Deutschen Schauspielhaus in Hamburg.
Seine wichtigsten Theaterarbeiten waren mit Jürgen Flimm, Jérôme Savary, Luc Bondy, Ernst Schröder und Heinrich Koch. 1978 bekam er für seine Rolle in Dario Fos Bezahlt wird nicht! den Darstellerpreis beim Norddeutschen Theatertreffen. Ab 1986 arbeitete er als freier Schauspieler, als Sprecher für TV-Produktionen (unter anderem Spiegel TV und Extra 3) und als Drehbuchautor. Er trat in über hundert Film- und Fernsehrollen auf, so auch im Tatort.
Verheiratet war er mit Sibylle Mues (geb. Buda), einer Lehrerin; seine drei Söhne, Wanja, Jona und Woody, sind ebenfalls im schauspielerischen Bereich tätig.
Mues und seine Frau Sibylle starben am 12. März 2011 bei einem Verkehrsunfall in Hamburg, als sie auf dem Gehweg von einem Auto erfasst wurden. Dietmar Mues wurde 65 Jahre alt.

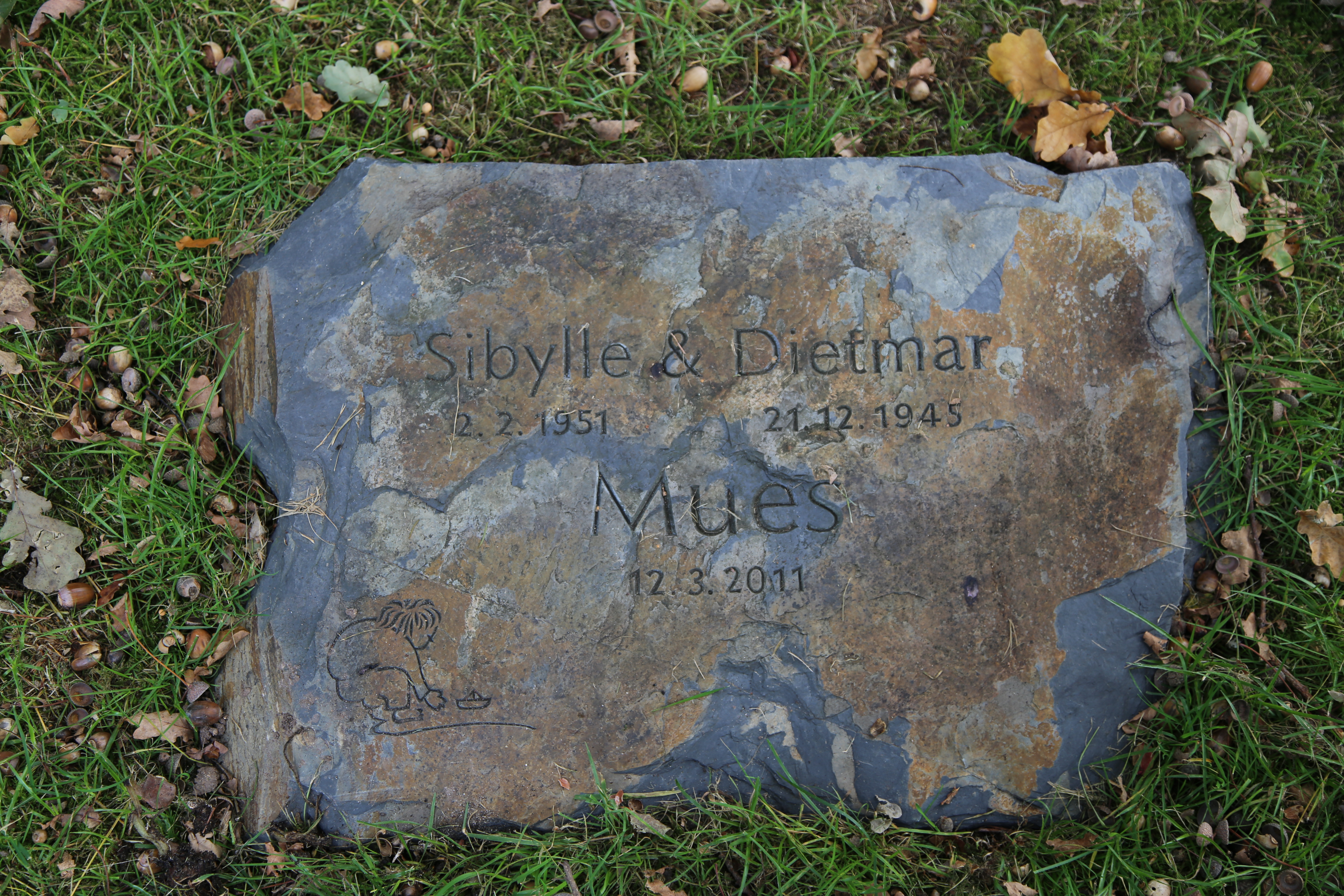
Grab von Sibylle und Dietmar Mues auf dem Ohlsdorfer Friedhof

Bei dem Unfall kamen auch der Sozialwissenschaftler Günter Amendt und die Bildhauerin Angela Kurrer ums Leben; der Schauspieler Peter Striebeck und seine Frau wurden verletzt. Am 2. April 2011 wurden Mues und seine Frau auf dem Friedhof Ohlsdorf beigesetzt. Der an Epilepsie leidende Unfallverursacher hatte in den Vorjahren bereits mehrere schwere Verkehrsunfälle verursacht. Er wurde wegen fahrlässiger Tötung und fahrlässiger Körperverletzung zu dreieinhalb Jahren Freiheitsstrafe verurteilt. Außerdem ordnete das Gericht den Entzug der Fahrerlaubnis an.

## Theater

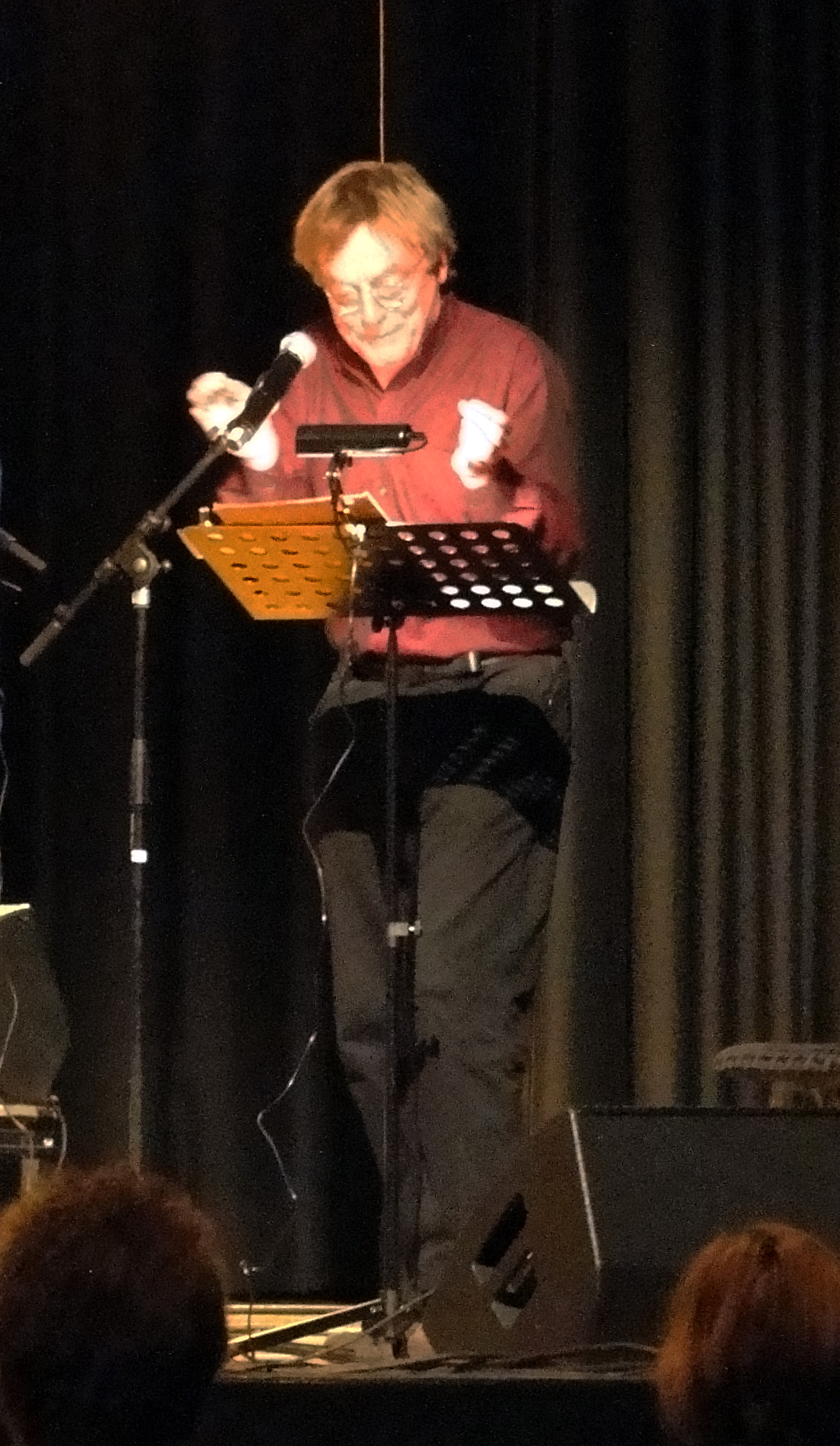
Dietmar Mues in Hofheim, 2009

Nach seiner Zeit am Schauspielhaus trat Mues unter anderem in folgenden Stücken auf:
- Träume, Tod und Filzpantoffeln, ein Stück um den Schriftsteller Karl May und seine Werke, das er seit 30 Jahren in unregelmäßigen Abständen auf unterschiedlichen Bühnen aufführte. Mues sprach hierbei den sächsischen Dialekt und wurde von dem Posaunisten Michael Danner und der Sopran-Sängerin Youling Gou begleitet. Das Stück war Mues’ erste eigene Inszenierung.
- Außen Rot und innen … ist ein Abend mit Liedern und Geschichten von Kurt Tucholsky, den Mues zusammen mit dem Pianisten Joachim Kunzsch und der Schauspielerin Hannelore Hoger auf verschiedensten Bühnen in ganz Deutschland immer wieder aufführte.
- After Play (von Anne Meara), mit Hannelore Hoger und Gerhard Garbers, an den Hamburger Kammerspielen.
- Leben bis Männer von Thomas Brussig. Dieses Solo-Stück führte Mues seit April 2003 mehrfach am Winterhuder Fährhaus auf und war damit auch auf Tour durch Deutschland.
- Der Hauptmann von Köpenick an der Komödie am Kurfürstendamm in Berlin. Das Stück, bearbeitet und inszeniert von Jürgen Wölffer, erhielt positive Kritiken, der Publikumserfolg blieb jedoch aus.
- Dazu kamen immer wieder Abende und Auftritte im Hamburger Polittbüro.

## Dietmar Mues und der Jazz
Dietmar Mues arbeitete seit einigen Jahren in verschiedensten Formationen mit Jazz-Musikern zusammen, wobei ihm wichtig war, „dass Musik und Sprache nicht nebeneinander stehen, sondern eine Einheit bilden“. Hierbei war meist sein enger Freund Dieter Glawischnig beteiligt.
Eine Auswahl der Jazz- bzw. Text-Aufführungen:
| Titel                                                                         | Von und mit / Besonderheiten |
| ----------------------------------------------------------------------------- | --- |
| Die dunkle Seite des Würfels                                                  | NDR Bigband unter der Leitung von Dieter Glawischnig |
| Die Entdeckung der Wollust                                                    | Christian Muthspiel in Wien, Linz und Graz. |
| Ein Fest für Ernst Jandl                                                      | Albert Mangelsdorff, Dieter Glawischnig und John Preininger |
| The Speaker                                                                   | Tony Oxley und Band |
| Von Tieren und anderen Menschen                                               | D. Glawischnig, Reiner Winterschladen und Wanja, Jona und Woody Mues |
| Ernst Jandl for ever                                                          | D. Glawischnig, John Marshall, Andi Schreiber. Mit diesem Programm (auch mit größerer Besetzung – mit der NDR-Big-Band) ging Mues immer wieder auf Tour durch ganz Deutschland und Österreich. |
| Der Mann, der den Eiffelturm verkaufte                                        | D. Glawischnig und Wanja, Jona und Woody Mues |
| Gesänge gegen den Gleichschritt. Politische Musik aus 5 Jahrhunderten. (2010) | Ekkehard Jost Oktett (mit Friedhelm Schönfeld, Dieter Manderscheid, Joe Bonica, Wollie Kaiser, Christof Thewes, Reiner Winterschladen, Dietmar Mues)                                           |

## Hörspiele (Auswahl)
Dietmar Mues ist in zahlreichen Hörspielen zu hören. Beispiele sind die SWR-Produktion Der Herr der Ringe (Regie: Bernd Lau), in welcher er Gollum seine Stimme lieh, und das Hörspiel Jack the Ripper – Die Geschichte eines Mörders (Ripper Records; Regie: Frank Gustavus), welches auf den Tagebüchern des Baumwollhändlers James Maybrick sowie den New-Scotland-Yard-Akten basiert. Ebenso war er in der 74. Folge der Serie Die drei ??? … und das brennende Schwert als Dr. Wright zu hören. Des Weiteren ist er als Fynn in Hallo Mr. Gott hier spricht Anna von Universal Family/Oetinger zu hören. Er gab auch Johannes Kraut in der 168. Folge von TKKG Millionencoup im Stadion seine Stimme, hier lieh auch Mues‘ Sohn Wanja seine Stimme Krauts Sohn Steven.
- 1987: Hans Kruppa: Programmänderung; Regie: Hans Helge Ott (RB)
- 1991: Karl-Heinz Bölling: Der Rentner – Regie: Hans Gerd Krogmann
- 1995: Hen Hermanns: Tigerjagd; Regie: Annette Kurth (WDR)
- 1999: Ricarda Bethke: Catter Regie: Christiane Ohaus (DKultur)
- 1999: Ken Follett: Die Säulen der Erde (Tom) – Regie: Leonhard Koppelmann (9 Teile – WDR)
- 2000: Ross Mcdonald: Blutorangen – Regie: Annette Kurth (WDR)
- 2002: Robert Louis Stevenson: Die Schatzinsel Der Hörverlag
- 2005: Wolfsmehl: Königshaut, Hörburg Hamburg – Regie: Wolfsmehl
- 2007: Gisbert Haefs: Das Triumvirat hext (Pfarrer Bargmann) – Regie: Christoph Pragua (WDR)
- 2007: Thilo Reffert: Queen Mary 3 – Regie: Stefan Kanis (MDR)
- 2009: Torsten Buchsteiner: Cap Ferset oder Die andere Seite des Bassins -Regie:Annette Kurth (WDR)
- 2010: John von Düffel: Das fünfte Gebot (Jo Scholtze) – Regie: Christiane Ohaus (Radio-Tatort – RB)
- 2010–2014: Danei im Sternenauto (Folge 1–3, Rolle: Nilpau), Regie: Wolfsmehl (Radioropa)
- 2015: Philip Pullman: Der goldene Kompass (His Dark Materials, Hörspiel), NDR Info/Silberfisch, ISBN 978-3-86742-199-7

## Hörbücher
- 2003: Douglas Adams, Mark Carwardine: Die Letzten ihrer Art – Eine Reise zu den aussterbenden Tieren unserer Erde, Der Audio Verlag, 2 CDs, gekürzt, ISBN 3-89813-228-5
- 2005: Christa-Maria Zimmermann: Gefangen im Packeis. Sprecher: Uwe Friedrichsen, Dietmar Mues, Christian Redl, Fritz Fenne, Der Hörverlag, 2005, ISBN 3-89940-595-1.
- 2007: Ein dickes Fell. von Heinrich Steinfest, Hörbuch Hamburg, gekürzt, 6 CDs 462 Min., ISBN 978-3-89903-419-6.
- 2007: Der Tod wird euch finden. von Lawrence Wright, Der Audio Verlag, 4 Std., ISBN 978-3-89813-691-4, ausgestrahlt von WDR5 am 9. und 10. September 2011, Download-bar per Vorschau und Vorschau Teil 2
- 2008: Small World. von Martin Suter, Diogenes Verlag Zürich, gekürzt, 5 CDs, 388 Min., ISBN 978-3-257-80220-7.
- 2008: Die feine Nase der Lili Steinbeck. von Heinrich Steinfest, Osterwold Audio bei Hörbuch Hamburg, 4 CDs 318 Min., ISBN 978-3-89903-605-3.
- 2009: Gewitter über Pluto. von Heinrich Steinfest, Osterwoldaudio bei Hörbuch Hamburg, gekürzt, 6 CDs 465 Min., ISBN 978-3-86952-004-9.
- 2010: Erik Satie: Worte & Musik. gelesen von Dietmar Mues und musikalisch begleitet von Steffen Schleiermacher feat. Deutsches Filmorchester Babelsberg, hoerbuchedition words and music, ISBN 978-3-9813027-1-4.
- 2010: Batmans Schönheit. von Heinrich Steinfest, Osterwold Audio bei Hörbuch Hamburg, gekürzt, 4 CDs 319 Min., ISBN 978-3-86952-057-5.

## Filmografie (Auswahl)
- 1970: Polizeifunk ruft (Fernsehserie, Episode: Falscher Alarm)
- 1974: Die Akte Odessa (The Odessa File) – Regie: Ronald Neame
- 1975: Motiv Liebe (Fernsehserie, Episode: Elenas Lied)
- 1978: Feuer um Mitternacht – Regie: Gustav Ehmck
- 1978: Die seltsamen Begegnungen des Prof. Tarantoga – Regie: Charles Chuck Kerremans
- 1979: Ein Mord, den jeder begeht (Fernsehfilm) – Regie: Claus Peter Witt
- 1979: Der Tote bin ich (Fernsehfilm) – Regie: Alexander von Eschwege
- 1980: Der Aufstieg – Ein Mann geht verloren (Fernsehfilm) – Regie: Peter Patzak
- 1982: Das Beil von Wandsbek (Fernsehfilm) – Regie: Heinrich Breloer, Horst Königstein
- 1984: Der blinde Richter (Fernsehserie, 13 Folgen)
- 1984: Das Rätsel der Sandbank (Fernsehserie, 10 Folgen)
- 1986: Ein fliehendes Pferd (Fernsehfilm) – Regie: Peter Beauvais
- 1986: Jokehnen (Fernsehserie, 3 Folgen)
- 1987: Der Joker
- 1991: Schwarz Rot Gold: Schmutziges Gold (Fernsehserie)
- 1992: Happy Holiday – Ein Spiel mit dem Feuer (Fernsehserie)
- 1995: Der große Abgang (Fernsehfilm) – Regie: Nico Hofmann
- 1995–1996: girl friends – Freundschaft mit Herz (Fernsehserie, 16 Folgen)
- 1996: Gespräch mit dem Biest – Regie: Armin Mueller-Stahl
- 1996: Erhöhte Waldbrandgefahr – Regie: Matthias Zschokke
- 1996: Gegen den Wind (Fernsehserie, Folge: In den Schuhen des Fischers)
- 1996–1999: Tatort (Fernsehreihe)
  - 1996: Parteifreunde – Regie: Ulrich Stark
  - 1997: Liebe, Sex Tod – Regie: Peter Fratzscher
  - 1998: Schüsse auf der Autobahn – Regie: Hartmut Griesmayr
  - 1999: Habgier – Regie: Jürgen Bretzinger
  - 1999: Die apokalyptischen Reiter – Regie: Martin Gies
- 1998: Der kleine Dachschaden – Regie: Joachim Roering
- 1998: Die Bubi-Scholz-Story (Fernsehfilm) – Regie: Roland Suso Richter
- 1998: Solo für Klarinette – Regie: Nico Hofmann
- 1999: ’Ne günstige Gelegenheit – Regie: Gernot Roll
- 1999: Schlaraffenland – Regie: Felix Tissi
- 2000: Scharf aufs Leben (Fernsehfilm) – Regie: Christine Kabisch
- 2002: Die achte Todsünde: Toskana-Karussell – Regie: Peter Patzak (Fernsehfilm)
- 2002: Polizeiruf 110: Braut in Schwarz (Fernsehreihe)
- 2002: Wilsberg und der letzte Anruf (Fernsehreihe)
- 2002, 2007: Alarm für Cobra 11 – Die Autobahnpolizei (Fernsehserie, zwei Folgen)
- 2007, 2010: SOKO Köln (Fernsehserie; Folgen: Später Ruhm und Mord zartbitter)
- 2007, 2011: SOKO Leipzig (Fernsehserie; Folgen: Bodyguard und Letzter Abend DDR)
- 2007: Doktor Martin: Ausgebremst (Fernsehserie)
- 2008: Stolberg: Eisprinzessin (Fernsehserie)
- 2009: Lutter: Mordshunger (Fernsehreihe) – Regie: Torsten Wacker
- 2009: Ich trag dich bis ans Ende der Welt (Fernsehfilm) – Regie: Christine Kabisch
- 2009: Die Rosenheim-Cops: Tod eines ehrenwerten Mannes (Fernsehserie)
- 2010: Stralsund: Außer Kontrolle (Fernsehserie) – Regie: Martin Eigler
- 2010: Der Meisterdieb (Fernsehfilm) – Regie: Christian Theede
- 2010: SOKO 5113 (Fernsehserie; Folge: Der Fluch des Osiris)
- 2010: Das Duo: Mordbier (Fernsehserie) – Regie: Markus Imboden
- 2010: Jeder Mensch braucht ein Geheimnis (Fernsehfilm) – Regie: Wolfram Paulus
- 2011: Tod am Engelstein (Fernsehfilm) – Regie: Christiane Balthasar
- 2011: Wilsberg: Im Namen der Rosi (Fernsehreihe) – Regie: Hans-Günther Bücking
- 2012: Stralsund: Blutige Fährte (Fernsehserie) – Regie: Martin Eigler